# Jay und Silent Bob
Jay und Silent Bob sind zwei fiktive Figuren aus der Feder von Kevin Smith. Sie treten in beinahe jedem seiner Filme auf. Die beiden Figuren sind Drogendealer aus New Jersey. Der überdrehte Jay wird von Jason Mewes verkörpert, Smith selbst spielt den stillen, überwiegend schweigenden Silent Bob.

## Charakterisierung des Duos
Geboren wurden die beiden in Leonardo, New Jersey. Sie trafen sich zum ersten Mal vor einem Drugstore, als ihre Mütter sie als Babys dort abstellten, um in dem Laden „einzukaufen“. Jays Hang zu Drogen dürfte an seiner Mutter liegen, welche zur damaligen Zeit dem Drogenkonsum nicht abgeneigt zu sein schien. Jays erstes Wort war „Fuck“.
Oft treten Jay und Silent Bob in Kevin Smiths Filmen in Nebenrollen auf, so z. B. in Chasing Amy. In Dogma spielen sie erstmals für die Handlung bedeutendere Rollen. Der fünfte Film der New-Jersey-Filmreihe, Jay und Silent Bob schlagen zurück, geht genauer auf die Figuren ein, beispielsweise auf ihre Herkunft oder ihre Sexualität.
Bob spricht in jedem der Filme nur ein paar Sätze und verständigt sich ansonsten durch seine Mimik und Gestik, daher auch der Name „Silent Bob“. Wenn Silent Bob etwas sagt, kommen teilweise wichtige Informationen für die Situation zu Tage, wie zum Beispiel seine Geschichte über Amy in Chasing Amy oder über die Aufklärung der Verfilmungsrechte an dem Film Bluntman & Chronic in Jay und Silent Bob schlagen zurück. Silent Bob entpuppt sich hierbei häufig als deutlich intellektuellerer Gegenpart zu Jay. Dieses Muster wird gelegentlich persifliert: In Jay und Silent Bob schlagen zurück beleidigt Silent Bob seinen besten Freund ungewohnt lautstark, als dieser einfachsten Hinweisen nicht folgen kann. In Clerks 2 kommt es zu einer Situation, in welcher Jay erkennt, dass jetzt der Zeitpunkt sei, dass Silent Bob sich mit seiner Intelligenz zu Wort meldet – Bob setzt mehrfach an etwas zu sagen, nur um schließlich zuzugeben, dass ihm nichts einfalle.

## Auftritte

### Filme und Serien
Jay und Silent Bob treten in den sogenannten New-Jersey-Filmen als Duo auf:
- 1994: Clerks – Die Ladenhüter
- 1995: Mallrats
- 1997: Chasing Amy
- 1999: Dogma
- 2001: Jay und Silent Bob schlagen zurück
- 2006: Clerks 2
- 2013: Jay and Silent Bob’s Super Groovy Cartoon Movie
- 2019: Jay and Silent Bob Reboot
- 2022: Clerks III
- 2024: Die wilden Neunziger

Da Jay und Silent Bob in jedem Film als Paar präsent sind, fungieren sie als das bindende Glied zwischen den Filmen. Im Abspann steht deshalb immer der nächste Film, in dem sie zu sehen sein werden. Zwei Beispiele:
| Abspann zum Film | Text                                                                                         | Übersetzung |
| ---------------- | -------------------------------------------------------------------------------------------- | --- |
| Chasing Amy      | „Jay and Silent Bob will return in Dogma (… promise).“                                       | „Jay und Silent Bob werden in Dogma zurückkehren (… versprochen).“                                                   |
| Clerks 2         | „Jay and Silent Bob might return one day. For now, they're taking it easy. Goodbye, Horses.“ | „Jay und Silent Bob kehren eines Tages eventuell zurück. Jetzt lassen sie es sich erstmal gutgehen. Goodbye, Horses“ |

Angeblich plant Kevin Smith einen Horrorfilm, in dem die beiden Figuren wieder mit von der Partie sind. Es soll laut Smith aber keine Komödie werden, da er diesmal etwas anderes machen will.
Weitere Auftritte von Jay und Silent Bob finden sich in Scream 3, einigen Episoden der kanadischen Serie Degrassi: The Next Generation, der von VH1 produzierten Retro-Dokumentations-Show I Love the 90s, in einer Folge von The Flash sowie einer animierten Serie zu Clerks. Darüber hinaus strahlte der Musikfernsehsender MTV mehrere kurze Einspieler aus, in denen Jay und Silent Bob als Hauptfiguren auftreten und sich zum Beispiel dem Spott zweier seriöser Büroangestellter, ebenfalls von Jason Mewes und Kevin Smith verkörpert, ausgesetzt sehen, die sich in einem Café über die moderne Jugend aufregen. Am Ende des Spots steht der Slogan „MTV ... we give the squares something to bitch about“ zu lesen (dt.: MTV ... wir geben den Spießern was zu meckern). In einem anderen MTV Spot muss das chaotische Duo auf die kleine Nichte von Jay aufpassen, dafür spielen ihr Jay und Silent Bob auf der Straße eine Kassette mit Rap-Musik auf einem Ghettoblaster vor, verbunden mit dem Slogan „MTV ... in the business of babysitting your unruly ass“ (dt.: MTV ... dafür da, eure ungebärdigen Ärsche zu sitten). In einem weiteren MTV Spot führt Jay mit weißem Pulver im Gesicht einen exaltierten Tanz im Stile des Schockrockers Marilyn Manson auf, wobei Jay dessen Song The Beautiful People singt, mit dem abschließenden Slogan: „MTV ... the role model provider“ (dt.: MTV ... euer Vorbild). In einem anderen Spot setzen sich Jay und Silent Bob von Nostalgie beseelt mit den animierten Stop-Motion-Puppenspielen auseinander, die früher auf MTV als Kurzeinspieler zu sehen waren, mit dem nachstehenden Slogan „MTV ... home of weird-ass puppets and screwed-up cartoons“ (dt.: MTV ... Heimat abgedrehter Puppen- und Zeichentrickfilme).

### Musikvideos
Jay und Silent Bob spielen in folgenden Musikvideos mit:
- Can’t Even Tell von Soul Asylum (Clerks)
- Build Me Up Buttercup Cover von den Goops (Mallrats)
- Because I Got High von Afroman (Jay und Silent Bob schlagen zurück)
- Kick Some Ass von Stroke 9 (Jay und Silent Bob schlagen zurück)
- You Can’t Stop Me von Suicide Silence (nur Jay)
- I’m Upset von Drake

### Computerspiele
Per Crowdfunding über Fig.co wurde 2016 erfolgreich Jay and Silent Bob: Chronic Blunt Punch finanziert, welches sich aktuell (Januar 2020) noch in der Entwicklung befindet. Des Weiteren erscheint auch für die NES ein Beat ’em up namens Jay and Silent Bob: Mall Brawl.

## Weiteres
- Die Figur Freeburg aus dem Film Freddy vs. Jason ist von Verhalten und Aussehen Jay nachempfunden.
- Im Film Lammbock – Alles in Handarbeit tauchen mit Frank und Schöngeist zwei stark an Jay und Silent Bob angelehnte Figuren auf.